# Walckenaeria jocquei
Walckenaeria jocquei este o specie de păianjeni din genul Walckenaeria, familia Linyphiidae, descrisă de Holm, 1984.
Este endemică în Malawi. Conform Catalogue of Life specia Walckenaeria jocquei nu are subspecii cunoscute.